# Baron Piercy

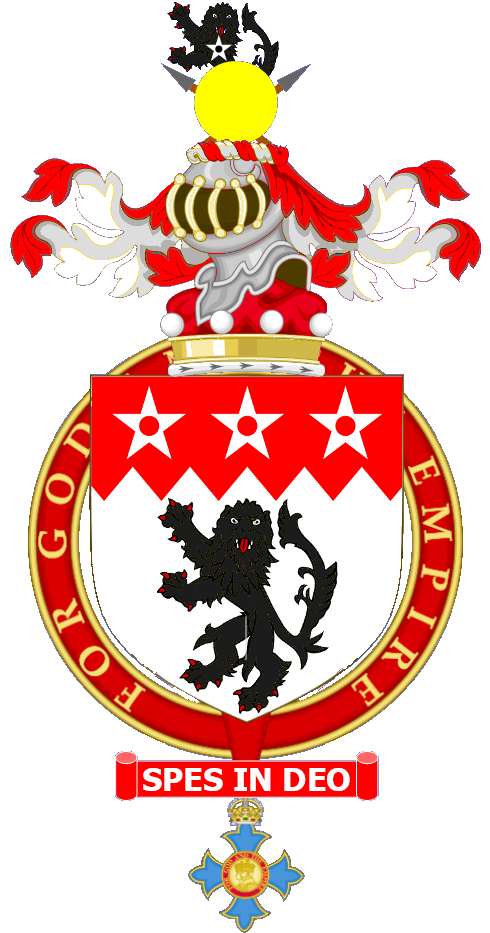
Wappen der Barone Piercy

Baron Piercy, of Burford in the County of Oxford, ist ein erblicher britischer Adelstitel in der Peerage of the United Kingdom.
Der Titel wurde am 14. November 1945 dem Unternehmer und Ökonom William Piercy verliehen. Dieser war während des Zweiten Weltkriegs Sekretär in verschiedenen Ministerien, darunter jene für Beschaffung und Flugzeugproduktion. In der Folgezeit war er von 1946 bis 1956 Direktor der Bank of England.
Heutiger Titelinhaber ist seit 1981 dessen Enkel als 3. Baron.

## Liste der Barone Piercy (1945)
- William Piercy, 1. Baron Piercy (1886–1966)
- Nicholas Piercy, 2. Baron Piercy (1918–1981)
- James Piercy, 3. Baron Piercy (* 1946)

Voraussichtlicher Titelerbe (Heir Presumptive) ist der Bruder des aktuellen Titelinhabers, Hon. Mark Piercy (* 1953).